# Százhalombatta
Százhalombatta is een gemeente in het Hongaarse comitaat Pest. In 2010 had de plaats 18.482 inwoners.
De plaats is vooral bekend geworden vanwege haar deelname aan Spel Zonder Grenzen  in 1998, waarbij de gemeente in de finale als Hongaarse finalist won van de afgevaardigde gemeentes van de andere deelnemende landen.